# Гори Іїде
Го́ри Ії́де (яп. 飯豊山地, いいでさんち, МФА: [iːde sant͡ɕi]) — гранітна гірська гряда в Японії, на північному сході острова Хонсю. Пролягає територією трьох префектур — Ніїґати, Фукусіми та Ямаґати. Найвищими горами центрального пасма є Іїде (2105 м), Мікуні (1631 м) та Онісі (2012 м). Від цього пасма йдуть багато відгалужень, називані за іменем найвищих вершин — Дайніті (2128 м), Ніодзі (1420 м), Ебурісасі (1636 м). Гори відносно високі й круті. До Другої світової війни альпіністи вважали їх небезпечними. Згодом місцева влада проклала безпечні туристичні маршрути. У західного підніжжя гір, у верхньому басейні річки Кадзі, а також у північного підніжжя, в районі річки Оїсі віддавна існували копальні, в яких добували осірковане залізо, золото та срібло. У 1970-х роках найбільші копальні Акатані й Онума були закриті. Гори покриті буковими лісами, в яких мешкають серау, ведмеді, мавпи та вивірки.